# Johan Vilhelm Gertner

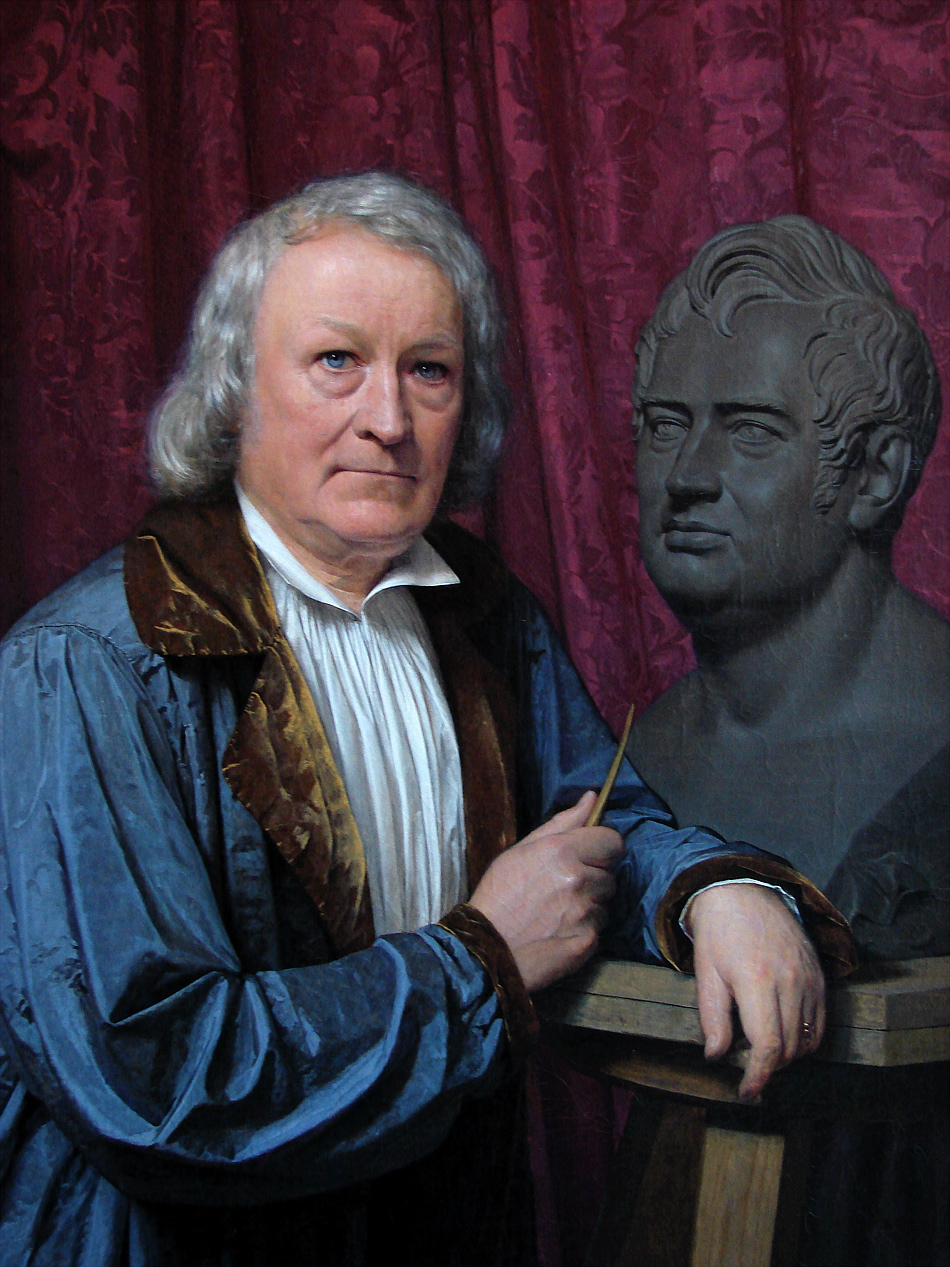
Bertel Thorvaldsens porträtt, utfört av Johan Vilhelm Gertner.

Johan Vilhelm Gertner, född den 10 mars 1818 i Köpenhamn, död där den 29 mars 1871, var en dansk målare.

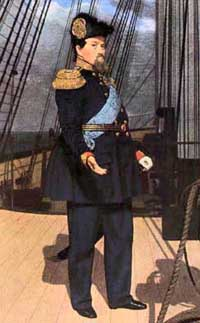
Porträtt av Fredrik VII.

Gertner var son till blocksvarvaren Johan Vilhelm Gertner och Johanne Marie Lassen och från 1850 gift med Anna Elisabeth Petersen. Han antogs 1831 som elev vid Danska konstakademien och studerade senare för Christoffer Wilhelm Eckersberg. Gertner utställde i sin ungdom några landskap, men ägnade sig sedan åt porträttmåleriet. Han medverkade i Konstakademiens utställning i Stockholm 1850. Gertner är representerad vid Nationalmuseum med bland annat ett porträtt i olja av Karl XV samt vid Konstakademien med en teckning av Edward Bergh. Han blev berömd för ett omsorgsfullt utförande och kraftiga färger, men en litografisk kyla i uppfattningen och en rätt brutal kolorit skadade intrycket av hans tavlor. Gertner tilldelas utställningsmedaljen 1843. År 1850 blev han medlem av Danska konstakademien och 1858 fick han professors titel.